# Xã Sugar Grove, Quận Dallas, Iowa
Xã Sugar Grove (tiếng Anh: Sugar Grove Township) là một xã thuộc quận Dallas, tiểu bang Iowa, Hoa Kỳ. Năm 2010, dân số của xã này là 927 người.